# 黄花美冠兰
黄花美冠兰（学名：Eulophia flava），为兰科美冠兰属下的一个植物种。